# Andrzej Opaliński (marszałek wielki koronny)
Andrzej Opaliński herbu Łodzia (ur. 25 listopada 1540, zm. 8 marca 1593 roku) – marszałek wielki koronny w 1574 roku, marszałek nadworny koronny w 1572 roku, kasztelan śremski w latach 1569–1572, kasztelan przemęcki w latach 1560–1569, starosta generalny Wielkopolski w latach 1578–1593, starosta leżajski 1587-1593, starosta kopanicki w 1563 roku, starosta śremski w 1565 roku, starosta kcyński w 1563 roku, starosta kolski w 1592 roku.

## Życiorys
Andrzej Opaliński urodził się 25 listopada 1540 jako syn Macieja i Jadwigi Lubrańskiej. Studiował w Lipsku w 1551 roku. W 1556 został starostą śremskim, w 1560 kasztelanem przemęckim, w 1569 śremskim i w 1572 marszałkiem nadwornym koronnym. Poseł na sejm piotrkowski 1567 roku, sejm 1570 roku, sejm 1572 roku z województwa poznańskiego. Był uczestnikiem zjazdu w Knyszynie 31 sierpnia 1572 roku. Podczas bezkrólewia poparł kandydaturę Henryka Walezego, którego elekcję potwierdził w 1573 roku. Na sejmie koronacyjnym 1574 został marszałkiem wielkim koronnym. Był jednym z przywódców obozu austriackiego po ucieczce króla. Pobrał 6000 zł od Habsburgów i zaciągnął ponad 2000 niemieckiej piechoty. Na elekcji głosował za cesarzem i obwołał Maksymiliana II królem oraz posłował do niego zapraszając na tron, a kiedy zwolennicy Batorego wzięli górę, rozpuścił zaciągi i na zjeździe w Łowiczu w 1576 był rzecznikiem ugody. Wierność swą Batoremu oświadczył w Rawie i witał go w Krakowie. Uczestnik wyprawy gdańskiej, brał udział w walkach o latarnię. Starostwo generalne wielkopolskie dostał w 1578, co ostatecznie poróżniło go z Górkami i odtąd był w Wielkopolsce rzecznikiem polityki króla i Jana Zamoyskiego. Trzymał z Zamoyskim i prymasem po śmierci Batorego, a więc w Wielkopolsce i przeważnie proaustriackiej oraz był dość odosobniony. Do ostrego starcia między nim i Górką doszło na sejmie konwokacyjnym 1587. Opowiedział się za „Piastem” lub królewiczem szwedzkim na sejmie elekcyjnym. W 1587 roku podpisał reces, sankcjonujący wybór Zygmunta III Wazy. W Malborku witał Zygmunta III i począł zaraz budzić w nim nieufność w stosunku do kanclerza. W 1589 roku był sygnatariuszem traktatu bytomsko-będzińskiego. Względy elekta zaskarbił sobie umiarkowanym stanowiskiem w sprawie Estonii. Stał się w Wielkopolsce zdecydowanie niepopularny. Był wrogi Zamoyskiemu, a, gdyby triumfowała partia austriacka zabezpieczył się umową z J. Zborowskim, kasztelanem gnieźnieńskim, która asekurowała każdego z nich, gdyby strona przeciwna wzięła górę. Zamoyskiego ostro krytykował na sejmie koronacyjnym, a względem pokonanych zalecał łaskawość. Opaliński był w 1598 jednym z komisarzy traktujących w Będzinie i Bytomiu o pokój z Habsburgami i tegoż roku na zjeździe senatorów w Piotrkowie razem z prymasem bronił króla przed atakami Zamoyskiego. Walnie przyczynił się do tego, że posłowie odrzucili na sejmie pacyfikacyjnym 1589 przygotowany przez Zamoyskiego projekt reformy elekcyjnej i teraz miał mocną pozycję na dworze. W 1592 Wielkopolanie dzięki jego zabiegom wypowiedzieli się przeciw detronizacji, a sejm inkwizycyjny tego samego roku zamiast osłabić, pozycję króla umocnił.
Opaliński był gorliwym protektorem jezuitów, zwłaszcza poznańskich Dziedzic, Radlina i Włoszakowic, trzymał królewszczyzny: Kcynię, Nakło, Śrem, Gniezno, Kopanicę, Kolo, Rogoźno, a w Małopolsce: Leżajsk, Rohatyn, Krasnystaw. Zmarł 3 marca 1593 na zamku poznańskim, a pochowany został w Radlinie.
Z zaślubionej w 1560 Katarzyny Kościeleckiej miał synów: Piotra, krajczego koronnego, Andrzeja, bpa poznańskiego, Łukasza, marszałka wielkiego koronnego oraz córki: Zofię, żonę J. Leszczyńskiego, Gertrudę, żonę S. Rydzyńskiego, później M. Ostroroga Lwowskiego i wreszcie J. Firleja, Jadwigę, żonę P. Myszkowskiego i Katarzynę, zakonnicę. Był ojcem Łukasza Opalińskiego.